# Mateo Majdalani
Mateo Majdalani (* 15. Juli 1994 in Buenos Aires) ist ein argentinischer Segler.

## Erfolge
Mateo Majdalani begann im Alter von acht Jahren mit dem Segeln und startete zunächst im Optimist und anschließend in der 420er Jolle sowie in der 29er Jolle. Seit 2014 ist er in der Bootsklasse Nacra 17 aktiv. Seinen ersten großen Erfolg erzielte er mit Eugenia Bosco bei den Panamerikanischen Spielen 2019 in Lima, als die beiden hinter dem US-amerikanischen Boot und vor Brasilien den zweiten Platz belegten und damit die Silbermedaille erhielten. Vier Jahre darauf verbesserten sie diesen Erfolg nochmals. Sie gewannen bei den Panamerikanischen Spielen 2023 in Santiago de Chile die Goldmedaille. Nach einem zehnten Platz bei den Weltmeisterschaften 2022 und einem neunten Platz 2023 verpassten Majdalani und Bosco bei den Weltmeisterschaften 2024 als Vierte knapp eine Podestplatzierung.
Bei den Olympischen Spielen 2024 in Paris gingen Majdalani und Bosco ebenfalls gemeinsam an den Start. Sie gewannen in der Regatta eine der ersten zwölf Wettfahrten und gingen mit 41 Punkten als Zweite ins abschließende Medal Race, das sie auf dem siebten Platz abschlossen. Mit 55 Punkten belegten sie schließlich hinter den Olympiasiegern Ruggero Tita und Caterina Banti aus Italien, die 31 Punkte erzielt hatten, und vor den mit 63 Punkten drittplatzierten Neuseeländern Micah Wilkinson und Erica Dawson den zweiten Platz.